# Купер, Яков Давидович
Яков Давидович Купер (1899—1974) — советский кинорежиссёр и оператор-документалист.
Окончил Государственный техникум кинематографии (1936). В 30-х годах работал на киностудии Межрабпомфильм, был ассистентом режиссёра Всеволода Пудовкина. Совместно с режиссёром В. А. Шнейдеровым снял ряд фильмов.
Участник киногруппы экспедиции на ледоколе «Александр Сибиряков» в 1932 году. Награждён орденом Трудового Красного Знамени.

## Фильмография

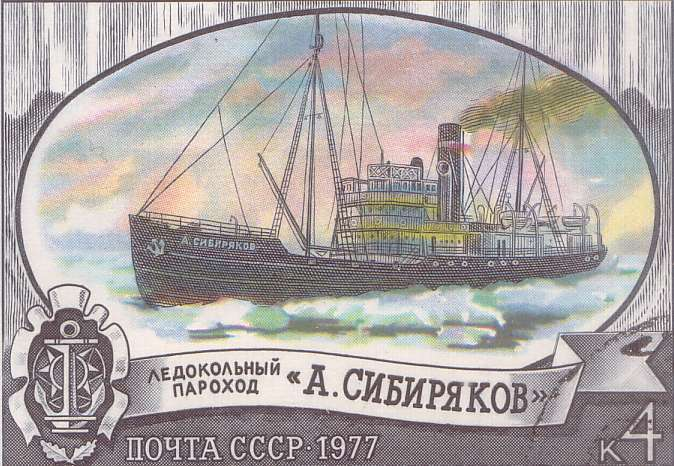
Ледокол «Александр Сибиряков»

- 1932 — Большой Токио (режиссёр и оператор)
- 1933 — Два океана (Поход «Сибирякова»)[2] (режиссёр)
- 1946 — Мастера сцены (режиссёр)
- 1964 — Белоярская атомная электростанция им. И. В. Курчатова (режиссёр)